# Blessmon
Blessmon ist eine österreichische Black-Metal-Band aus Gleisdorf in der Steiermark.

## Geschichte
Gegründet wurde die Band im Jahr 2000 von Kynslagh (Gesang, Gitarre) und Arghazt (ebenfalls Gitarre), die seitdem den festen Kern bilden.
Das Debütalbum In Morte Sumus erschien 2001 im Selbstverlag. Mit sechs Jahren Latenz folgte 2007 das Zweitwerk Under the Storm of Hate über das Schweizer Musiklabel Black Tower Productions. Anschließend vergingen erneut sechs Jahre, bevor ...Forever Cold 2013 erneut im Selbstverlag veröffentlicht wurde. Für das vierte Album Imperial Hordes folgte der 2017 der Wechsel zu Stunde des Ideals Produktionen.

## Stil
Bei der Rezension zum vierten Album wurde die schwedische Black-Metal-Band Marduk zu Zeiten von „Panzer Division Marduk“ herangezogen. Sechs Jahre zuvor wurden an gleicher Stelle u. a. Venom, Dark Funeral und Watain genannt.

## Rezeption
Die Band spiele „verdammt geilen Black Metal der alten Schule“, hieß es bei metal.de. Beim Album von 2013 handele es sich um eine „echte Underground-Perle“, urteilte Stormbringer.at.

## Diskografie
- 2001: In Morte Sumus (Selbstverlag)
- 2007: Under the Storm of Hate (Black Tower Productions)
- 2013: ...Forever Cold (Selbstverlag)
- 2017: Imperial Hordes (Stunde des Ideals Produktionen)